# 彼得二世 (貓)
彼得二世（英語：Peter II）是英國的一隻黑貓，牠在1946年和1947年間被任命為英國內閣辦公廳首席捕鼠大臣。該隻年輕小貓的任期非常短，在上任不久的六個月之後，牠在英國內政部外被一輛汽車撞死；肇事的司機僅支付兩先令來安葬彼得二世。
兩個月後，由另一隻名叫彼得的貓（彼得三世）接任牠的職位。